# Оксид ванадия(V)
Оксид ванадия(V), также пятиокись ванадия, пентаоксид диванадия — неорганическое соединение ванадия и кислорода, высший оксид ванадия.

## Физические свойства
Порошкообразное ядовитое вещество бледно-оранжевого цвета. Также встречаются кристаллы жёлто-красного цвета. Плотность 3,34 г/см3. Температура кипения +1827 °C. Температура плавления +680 °C. Диамагнетик. Полупроводник n-типа. Хорошо растворяется в щелочах, кислотах. Растворимость в воде незначительна (0,07 г/л при 25°С и 100 °С). Не растворим в этаноле.

## Химические свойства
Незначительно растворяется в воде, с образованием бледно-жёлтого раствора, содержащего метаванадиевую кислоту HVO3, которая сообщает раствору кислую
реакцию. Проявляет амфотерные свойства (с преобладанием кислотных).
При сплавлении с щелочами образуются хорошо растворимые в воде ортованадаты:
{\displaystyle {\mathsf {V_{2}O_{5}+6KOH\rightarrow 2K_{3}VO_{4}+3H_{2}O}}}
{\displaystyle {\mathsf {V_{2}O_{5}+6NaOH\rightarrow 2Na_{3}VO_{4}+3H_{2}O}}}
Соединения ванадия(V) являются сильными окислителями. Так, например, концентрированная соляная кислота окисляется оксидом ванадия до свободного хлора:
{\displaystyle {\mathsf {V_{2}O_{5}+6HCl\rightarrow 2VOCl_{2}+Cl_{2}+3H_{2}O}}}

### Окислительная активность пентаоксида ванадия из нефти и нефтепродуктов
Оксид ванадия(V), образующийся в результате выжигания остатков нефтяного кокса на крекирующих катализаторах (регенерации катализаторов) реагирует с их цеолитной компонентой и необратимо дезактивирует («отравляет») их, разрушая их активную кристаллическую структуру, причём этот процесс усиливается при высоких температурах и в присутствии ионов натрия. Аналогичная проблема встаёт и до крекинга, при каталитическом гидрообессеривании нефти и тяжёлых нефтяных фракций.
Кроме того, пятиокись ванадия в дымовых газах от сгорания ванадийсодержащего горючего корродирует поверхности нагрева жаростойких деталей двигателей внутреннего сгорания и паровых котлов, причём особенно подвержены ванадиевой коррозии лопатки газовых турбин и поверхности нагрева в котлах, работающие при высокой температуре (пароперегреватели (особенно ширмовые), фестоны, потолочные и двухсветные экраны). При температурах выше 650 °C находящийся в полужидком состоянии V2O5 катализирует процесс окисления металла турбинных лопаток кислородом и в то же время растворяет продукты этого окисления, причём этот процесс усиливается серой и натрием (плавящийся при 625 °C ванадилванадат натрия Na2O·V2O4·5V2O5 растворяет защитную плёнку оксидов железа на поверхности стали).

## Применение
Компонент специальных стёкол, глазурей и люминофоров красного свечения. Он широко применяется в качестве положительного электрода (анода) в мощных литиевых батареях и аккумуляторах.
Оксид ванадия может быть использован, чтобы стимулировать центры окраски в корунде (минерал Al2O3), для создания имитации александрита, хотя александрит в природе является хризобериллом (BeAl2O4).
Катализаторы из оксида ванадия(V) используют в производстве серной кислоты по методу фирмы «Монсанто» для окисления диоксида серы до триоксида, для окисления углеводородов, получения уксусной и муравьиной кислот, получения фталевого и малеинового ангидридов, анилиновых красителей.

## Получение
Получают при сжигании металлического ванадия в кислороде под давлением. Также получают прокаливанием на воздухе или в кислороде других оксидов: VO, V2O3, VO2. Так же можно получить прокаливанием метаванадата аммония:
{\displaystyle {\mathsf {4NH_{4}VO_{3}+3O_{2}\ \xrightarrow {^{o}t} \ 2V_{2}O_{5}+2N_{2}\!\uparrow +\ 8H_{2}O}}}
При гидролизе хлорида ванадия(V) и бромида ванадия(V). При взаимодействии с V2O5 образуются ванадаты — соли ванадиевой кислоты(HVO3  ).

## Токсичность
Оксид ванадия(V) ядовит. Смертельная доза (ЛД50) для крыс орально — 10 мг/кг. Смертельная доза для человека орально примерно — 1 г. Яд общетоксического действия, влияет на ЦНС, канцерогенен, мутагенен, ирритант. ПДК в воздухе рабочей зоны составляет 0,5 мг/м3, что в два раза меньше ПДК хлора. При вдыхании вызывает раздражение дыхательной системы, при долгом контакте вызывает патологические изменения в организме, может отражаться на здоровье будущих детей. Наносит большой и долгосрочный вред окружающей среде при попадании в водоемы.

## Нахождение в природе
В природе встречается в виде минерала щербинаита, а также в составе ванадиевых руд.